# Jonathan Suckow
Jonathan Suckow (Genebra, 4 de janeiro de 1999) é um saltador suíço, especialista no trampolim.

## Biografia
Suckow estudou no Andre-Chavanne College em sua cidade-natal, Genebra. Ele representou a Suíça no Campeonato Europeu de Natação de 2016 em Londres, obtendo o décimo oitavo lugar no trampolim de 3 metros e o sexto lugar na prova sincronizada ao lado de Simon Rieckhoff. No Campeonato Europeu de Saltos Ornamentais de 2019 em Kiev teve seu melhor desempenho na carreira: bronze no sincronizado misto com Michelle Heimberg.